# Jaden Ivey

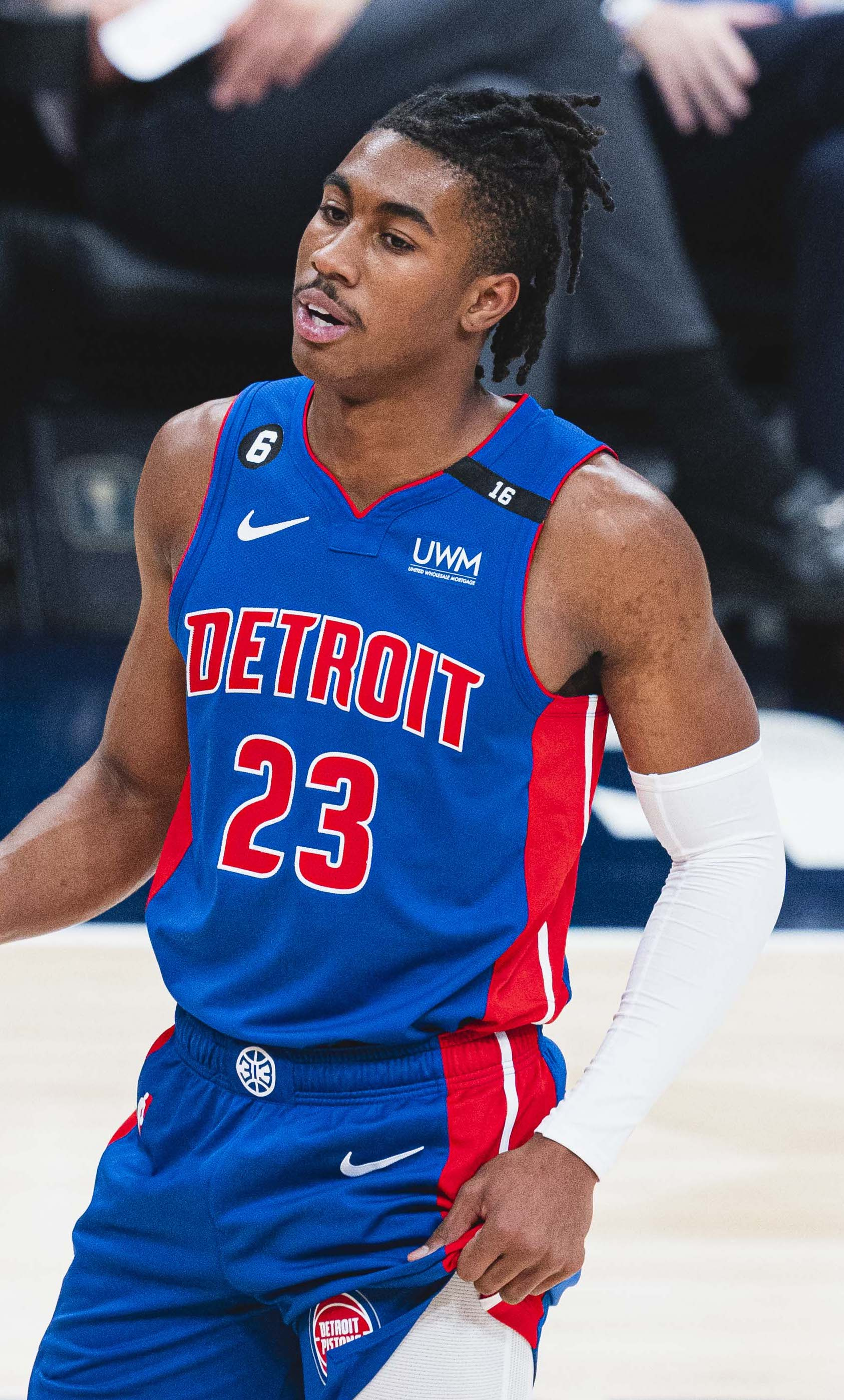
Jaden Ivey, 2022.

Jaden Edward Dhananjay Ivey, född 13 februari 2002 i South Bend i Indiana, är en amerikansk professionell basketspelare (SG/PG) som spelar för Detroit Pistons i National Basketball Association (NBA).
Han draftades av Detroit Pistons i första rundan i 2022 års draft som femte spelare totalt.
Innan Ivey blev proffs studerade han vid Purdue University och spelade för deras idrottsförening Purdue Boilermakers.